# Bubblan (TV-program)
Bubblan var ett TV-program som sändes i SVT1 under våren 2010. Programledare var Rickard Olsson.

## Programidé
Efter att tre kända svenskar avskärmats från omvärlden utan tillgång till TV, radio, tidningar, internet och mobiltelefon under fyra dagar fördes de direkt till en TV-studio. I programmet tävlade de mot varandra i samtidskunskap.

## Medverkande

### Avsnitt 1
- Ola Lindholm
- Erik Hörstadius
- Elisabet Höglund

### Avsnitt 2
- Patrik Sjöberg
- Glenn Hysén
- Pontus Gårdinger

### Avsnitt 3
- Fredrik Virtanen
- Karolina Ramqvist
- Cecilia Hagen

### Avsnitt 4
- Claudia Galli
- Peter Wahlbeck
- Bosse Andersson

### Avsnitt 5
- Jonas Leksell
- Musse Hasselvall
- Klara Zimmergren

### Avsnitt 6
- Thomas Järvheden
- André Wickström
- Alexandra Pascalidou